# 3260 Vizbor
3260 Vizbor је астероид главног астероидног појаса са средњом удаљеношћу од Сунца која износи 2,234 астрономских јединица (АЈ).
Апсолутна магнитуда астероида је 12,6.